# 20 milionów mil do Ziemi
20 milionów mil do Ziemi (ang. 20 Million Miles to Earth) – amerykański film typu monster movie z 1957 roku w reżyserii Nathana H. Jurana.

## Fabuła
Pierwszy amerykański statek kosmiczny na Wenus – XY-21, rozbija się na Morzu Śródziemnym u wybrzeży Sycylii we Włoszech czego świadkami są okoliczni rybacy, którzy dopływają do statku i wyciągają z niego dwóch astronautów. Tymczasem chłopiec o imieniu Pepe znajduje na plaży pojemnik z galaretowatą masą, którą następnie sprzedaje zoologowi doktorowi Leonardo. Kolejno Marisa - wnuczka doktora, odkrywa że z masy wykluło się stworzenie, które następnie doktor Leonardo umieszcza w klatce. Nazajutrz okazuje się, że stworzenie potroiło swój wzrost. Kolejnej nocy Leonardo odkrywa, że stworzenie urosło do rozmiarów człowieka. Niedługo potem uwalnia się z klatki i kieruje się na pobliską farmę, terroryzując zwierzęta. Stworzenie żywi się siarką. Podczas żywienia się stwór zostaje zaatakowany przez psa farmera, jednak zwierzę zostaje zabite przez potwora. Pułkownik Calder przy współpracy z Włochami obmyśla plan zabicia potwora, nie wiedząc jakie konsekwencje będzie miała ta próba.

## Obsada
- William Hopper – płk Bob Calder
- Joan Taylor – Marisa Leonardo
- Frank Puglia – dr Leonardo
- Thomas Browne Henry – gen. mjr  A.D. McIntosh
- John Zaremba – dr Uhl
- Tito Vuolo – komisarz Charra
- Jan Arvan – oficjel rządowy Contino
- Brad Braverman – Pepe
- George Khoury – Verrico
- Don Orlando – Mondello
- Arthur Space – dr Sharman
- William Woodson – Narrator (głos)
- Ray Harryhausen – mężczyzna karmiący słonia